# Liste de plantes endémiques du Cap-Vert
Une espèce de plante est dite endémique d'une zone géographique lorsqu'elle n'existe que dans cette zone à l'état spontané.
Cet article recense les plantes (espèces et sous-espèces) endémiques du Cap-Vert. Les sous-espèces sont signalées par l'abréviation « ssp. ».

## Plantes à fleurs
| No. | Espèce                                                     | Famille          | Statut UICN                  |
| --- | ---------------------------------------------------------- | ---------------- | ---------------------------- |
| 1   | Aeonium gorgoneum                                          | Crassulaceae     | En danger (2017)             |
| 2   | Aeonium webbii                                             | Crassulaceae     |                              |
| 3   | Arenaria gorgonea                                          | Caryophyllaceae  |                              |
| 4   | Aristida cardosoi                                          | Poaceae          |                              |
| 5   | Aristida funiculata var. paradoxa                          | Poaceae          |                              |
| 6   | Artemisia gorgonum                                         | Asteraceae       | Vulnérable (2017)            |
| 7   | Asparagus squarrosus                                       | Asparagaceae     | Préoccupation mineure (2017) |
| 8   | Asteriscus daltonii                                        | Asteraceae       | Quasi menacé (2017)          |
| 9   | Asteriscus smithii                                         | Asteraceae       | En danger critique (2017)    |
| 10  | Asteriscus vogelii (ou Asteriscus daltonii subsp. vogelii) | Asteraceae       |                              |
| 11  | Brachiaria lata subsp. caboverdiana                        | Poaceae          |                              |
| 12  | Campanula bravensis                                        | Campanulaceae    | En danger (2017)             |
| 13  | Campanula jacobaea                                         | Campanulaceae    | Vulnérable (2017)            |
| 14  | Campylanthus benthamii                                     | Plantaginaceae   |                              |
| 15  | Campylanthus glaber subsp. spathulatus                     | Plantaginaceae   |                              |
| 16  | Carex antoniensis                                          | Cyperaceae       | En danger critique (2017)    |
| 17  | Carex paniculata subsp. hansenii                           | Cyperaceae       |                              |
| 18  | Centaurium tenuiflorum subsp. viridense                    | Gentianaceae     |                              |
| 19  | Chloris pilosa                                             | Poaceae          |                              |
| 20  | Conyza feae                                                | Asteraceae       | En danger (2017)             |
| 21  | Conyza pannosa                                             | Asteraceae       | En danger (2017)             |
| 22  | Conyza schlechtendalii                                     | Asteraceae       | En danger critique (2017)    |
| 23  | Conyza varia                                               | Asteraceae       | En danger (2017)             |
| 24  | Cuscuta nothochlaena                                       | Convolvulaceae   |                              |
| 25  | Cyphia stheno                                              | Campanulaceae    |                              |
| 26  | Diplotaxis antoniensis                                     | Brassicaceae     | Vulnérable (2017)            |
| 27  | Diplotaxis gorgadensis                                     | Brassicaceae     | En danger (2017)             |
| 28  | Diplotaxis gracilis                                        | Brassicaceae     | En danger (2017)             |
| 29  | Diplotaxis harra subsp. glauca ou Diplotaxis glauca        | Brassicaceae     | En danger critique (2017)    |
| 30  | Diplotaxis harra subsp. harra                              | Brassicaceae     |                              |
| 31  | Diplotaxis harra subsp. hirta ou Diplotaxis hirta          | Brassicaceae     | En danger (2017)             |
| 32  | Diplotaxis sundingii                                       | Brassicaceae     | En danger critique (2017)    |
| 33  | Diplotaxis varia                                           | Brassicaceae     | En danger (2017)             |
| 34  | Diplotaxis vogelli                                         | Brassicaceae     |                              |
| 35  | Dryopteris gorgonea                                        | Polypodiaceae    | Données insuffisantes (2017) |
| 36  | Echium glabrescens                                         | Boraginaceae     |                              |
| 37  | Echium hypertropicum                                       | Boraginaceae     | En danger (2017)             |
| 38  | Echium stenosiphon subsp. lindbergii                       | Boraginaceae     |                              |
| 39  | Echium vulcanorum                                          | Boraginaceae     | En danger (2017)             |
| 40  | Enteropogon rupestris                                      | Poaceae          |                              |
| 41  | Eragrostis concertii                                       | Poaceae          |                              |
| 42  | Eragrostis insulatlantica                                  | Poaceae          |                              |
| 43  | Erysimum caboverdeanum                                     | Brassicaceae     | En danger critique (2017)    |
| 44  | Fagonia mayana                                             | Zygophyllaceae   | Données insuffisantes (2017) |
| 45  | Fagonia sinaica var. albiflora                             | Zygophyllaceae   |                              |
| 46  | Festuca gracilis                                           | Poaceae          |                              |
| 47  | Forsskaolea procridifolia                                  | Urticaceae       | Quasi menacé (2017)          |
| 48  | Forsskaolea viridis                                        | Urticaceae       |                              |
| 49  | Frankenia ericifolia subsp. caboverdeana                   | Frankeniaceae    |                              |
| 50  | Frankenia ericifolia subsp. montana                        | Frankeniaceae    |                              |
| 51  | Globularia amygdalifolia                                   | Plantaginaceae   | En danger (2017)             |
| 52  | Gongrothamnus bolleanus                                    | Asteraceae       |                              |
| 53  | Gossypium capitis-viridis                                  | Malvaceae        |                              |
| 54  | Helianthemum gorgoneum                                     | Cistaceae        | En danger (2017)             |
| 55  | Ipomoea sancti-nicolai                                     | Convolvulaceae   |                              |
| 56  | Ipomoea webbii                                             | Convolvulaceae   |                              |
| 57  | Kickxia brunneri                                           | Plantaginaceae   |                              |
| 58  | Kickxia elegans ssp dichondraefolia                        | Plantaginaceae   |                              |
| 59  | Kickxia elegans ssp elegans                                | Plantaginaceae   |                              |
| 60  | Kickxia elegans ssp webbiana                               | Plantaginaceae   |                              |
| 61  | Launaea gorgadensis                                        | Asteraceae       | En danger critique (2017)    |
| 62  | Launaea intybacea                                          | Asteraceae       |                              |
| 63  | Launaea melanostigma                                       | Asteraceae       |                              |
| 64  | Launaea picridioides                                       | Asteraceae       | Vulnérable (2017)            |
| 65  | Launaea thalassica                                         | Asteraceae       | En danger critique (2017)    |
| 66  | Lavandula rotundifolia                                     | Lamiaceae        | Quasi menacé (2017)          |
| 67  | Lavendula stricta                                          | Lamiaceae        |                              |
| 68  | Limonium braunii                                           | Plumbaginaceae   | En danger (2017)             |
| 69  | Limonium brunneri                                          | Plumbaginaceae   | En danger critique (2017)    |
| 70  | Limonium jovibarba                                         | Plumbaginaceae   | En danger critique (2017)    |
| 71  | Limonium lobinii                                           | Plumbaginaceae   | En danger critique (2017)    |
| 72  | Limonium sundingii                                         | Plumbaginaceae   | En danger critique (2017)    |
| 73  | Linaria brunneri                                           | Plantaginaceae   |                              |
| 74  | Lobularia canariensis subsp. fruticosa                     | Brassicaceae     |                              |
| 75  | Lobularia canariensis subsp. spathulata                    | Brassicaceae     |                              |
| 76  | Lotus arborescens                                          | Fabaceae         | Données insuffisantes (2017) |
| 77  | Lotus brunneri                                             | Fabaceae         | Données insuffisantes (2017) |
| 78  | Lotus jacobaeus                                            | Fabaceae         | Données insuffisantes (2017) |
| 79  | Lotus latifolius                                           | Fabaceae         | Données insuffisantes (2017) |
| 80  | Lotus purpureus                                            | Fabaceae         | Données insuffisantes (2017) |
| 81  | Lythanthus amygdalifolius                                  | Plantaginaceae   |                              |
| 82  | Melanoselinum insulare                                     | Apiaceae         |                              |
| 83  | Micromeria forbesii                                        | Lamiaceae        | En danger (2017)             |
| 84  | Nervilia simplex                                           | Orchidaceae      |                              |
| 85  | Papaver gorgoneum                                          | Papaveraceae     | En danger critique (2017)    |
| 86  | Paronychia illecebroides                                   | Caryophyllaceae  | Quasi menacé (2017)          |
| 87  | Periploca laevigata                                        | Apocynaceae      |                              |
| 88  | Phagnalon melanoleucum                                     | Asteraceae       | En danger (2017)             |
| 89  | Phoenix atlantica                                          | Arecaceae        | En danger (2017)             |
| 90  | Pluchea bravae                                             | Asteraceae       |                              |
| 91  | Polycarpaea gayi                                           | Caryophyllaceae  | Quasi menacé (2017)          |
| 92  | Pulicaria burchardii                                       | Asteraceae       |                              |
| 93  | Pulicaria diffusa                                          | Asteraceae       | En danger (2017)             |
| 94  | Sarcostemma daltonii                                       | Apocynaceae      |                              |
| 95  | Sideroxylon marmulana var. marginata                       | Sapotaceae       |                              |
| 96  | Sinapidendron decumbens                                    | Brassicaceae     |                              |
| 97  | Sonchus daltonii                                           | Asteraceae       | En danger (2017)             |
| 98  | Sporobolus minutus subsp. confertus                        | Poaceae          |                              |
| 99  | Stachytarpheta cayennensis                                 | Urticaceae       |                              |
| 100 | Tephrosia gorgonea                                         | Fabaceae         |                              |
| 101 | Tithymalus tuckeyanus                                      | Euphorbiaceae    |                              |
| 102 | Tolpis farinulosa                                          | Asteraceae       | En danger (2017)             |
| 103 | Tolpis glandulifera                                        | Asteraceae       |                              |
| 104 | Tornabenea annua                                           | Apiaceae         |                              |
| 105 | Tornabenea bischoffii                                      | Apiaceae         |                              |
| 106 | Tornabenea humilis                                         | Apiaceae         |                              |
| 107 | Tornabenea insularis                                       | Apiaceae         |                              |
| 108 | Tornabenea tenuissima                                      | Apiaceae         |                              |
| 109 | Umbilicus schmidtii                                        | Crassulaceae     | En danger (2017)             |
| 110 | Verbascum caboverdeanum                                    | Scrophulariaceae |                              |
| 111 | Verbascum capitis-viridis                                  | Scrophulariaceae | Vulnérable (2017)            |
| 112 | Verbascum cystolithicum                                    | Scrophulariaceae | En danger (2017)             |
| 113 | Withania chevalieri                                        | Solanaceae       | En danger critique (2017)    |

### Espèces éteintes
| Espèce                | Famille     | Statut UICN |
| --------------------- | ----------- | ----------- |
| Stachytarpheta fallax | Verbenaceae | Éteint      |
| Habenaria petromedusa | Orchidaceae | Éteint      |

## Source
- (en) Isildo Gomes et al., Endemic plants and indigenous trees of the Cape Verde islands, Ministry of Environment, Agriculture and Fishery and the Projects « Conservation and Exploration of the Natural Resources on the Island Fogo » (Deutsche Gesellschaft für Technische Zusammenarbeitand) and « Conservation of Biodiversity », 2003, 36 p.